# Darmsden
Darmsden is een plaats in het Engelse graafschap Suffolk. Darmsden komt in het Domesday Book (1086) voor als 'Dermodesduna'.